# Ceropalinae
Sous-famille
Synonymes
Ceropalidae
Les Ceropalinae sont une des sept sous-familles d'insectes hyménoptères apocrites de la famille des Pompilidae.

## Liste de tribus
Ceropalini - Minageniini - Notocyphini